# Помірні ліси Вестленду
Помірні ліси Вестленду (ідентифікатор WWF: AA0414) — австралазійський екорегіон помірних широколистяних та мішаних лісів, розташований у Новій Зеландії.

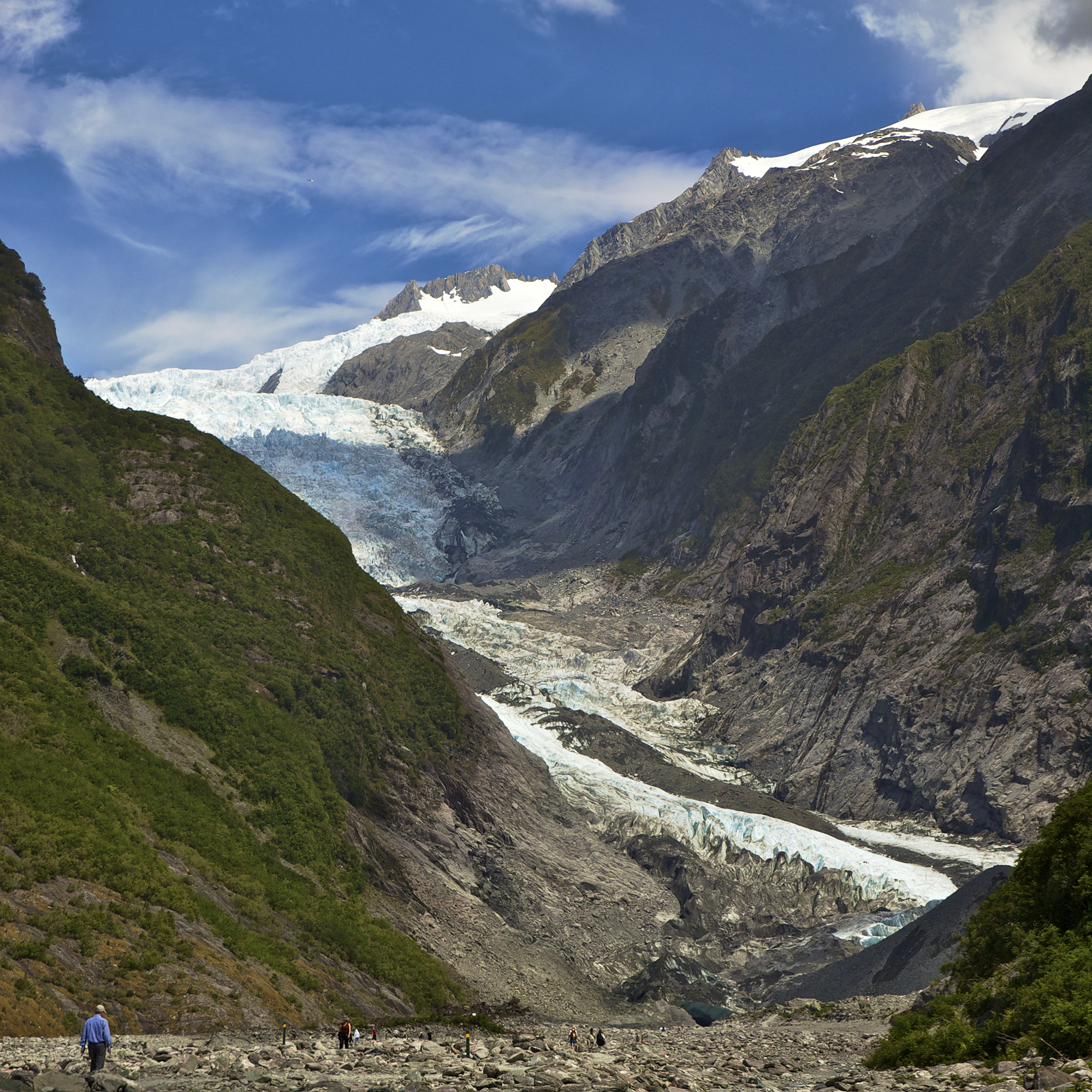
Льодовик Франца-Йосифа у Національному парку Вестленд

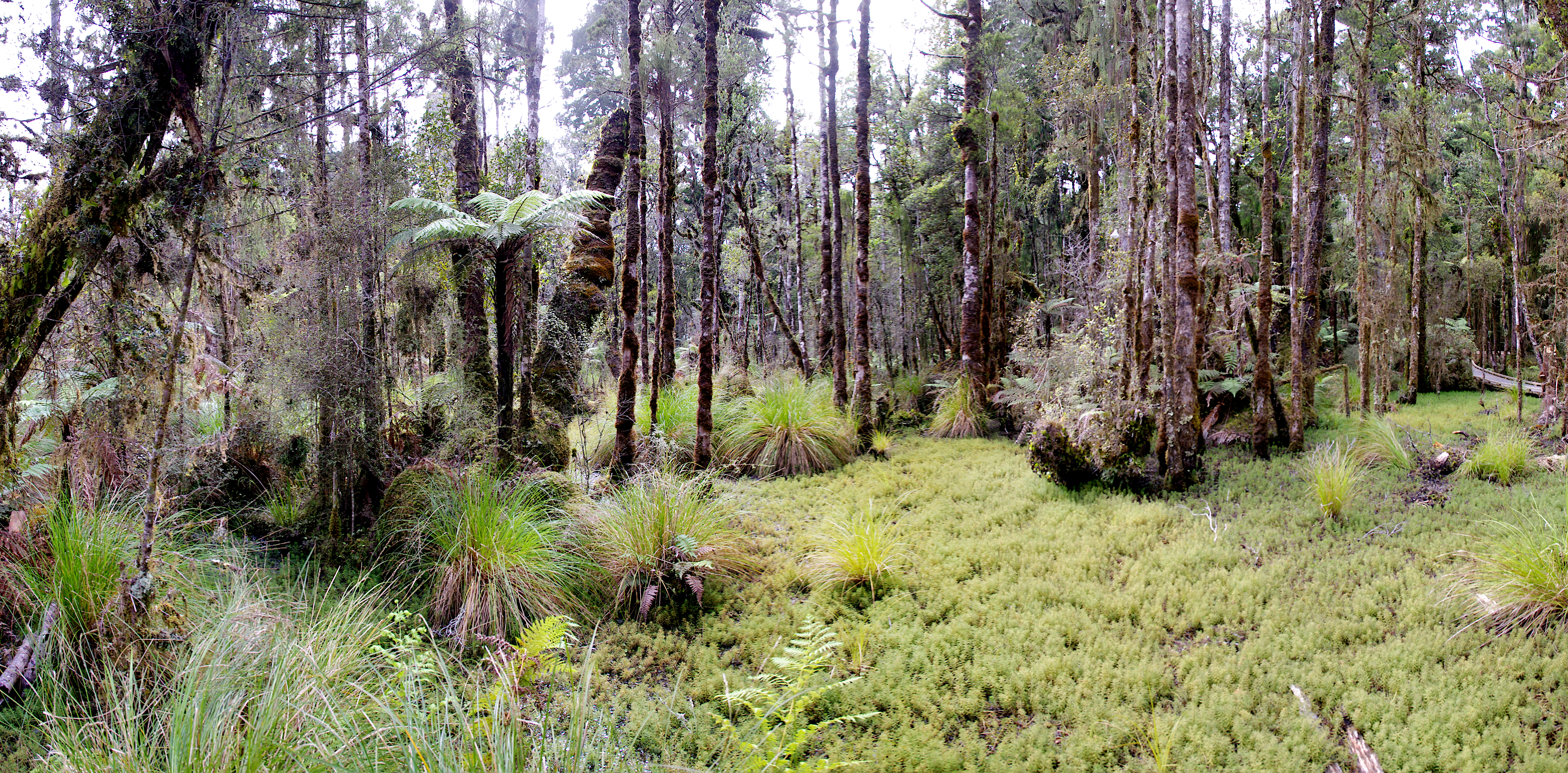
Заболочений подокарповий ліс у Національному парку Вестленд

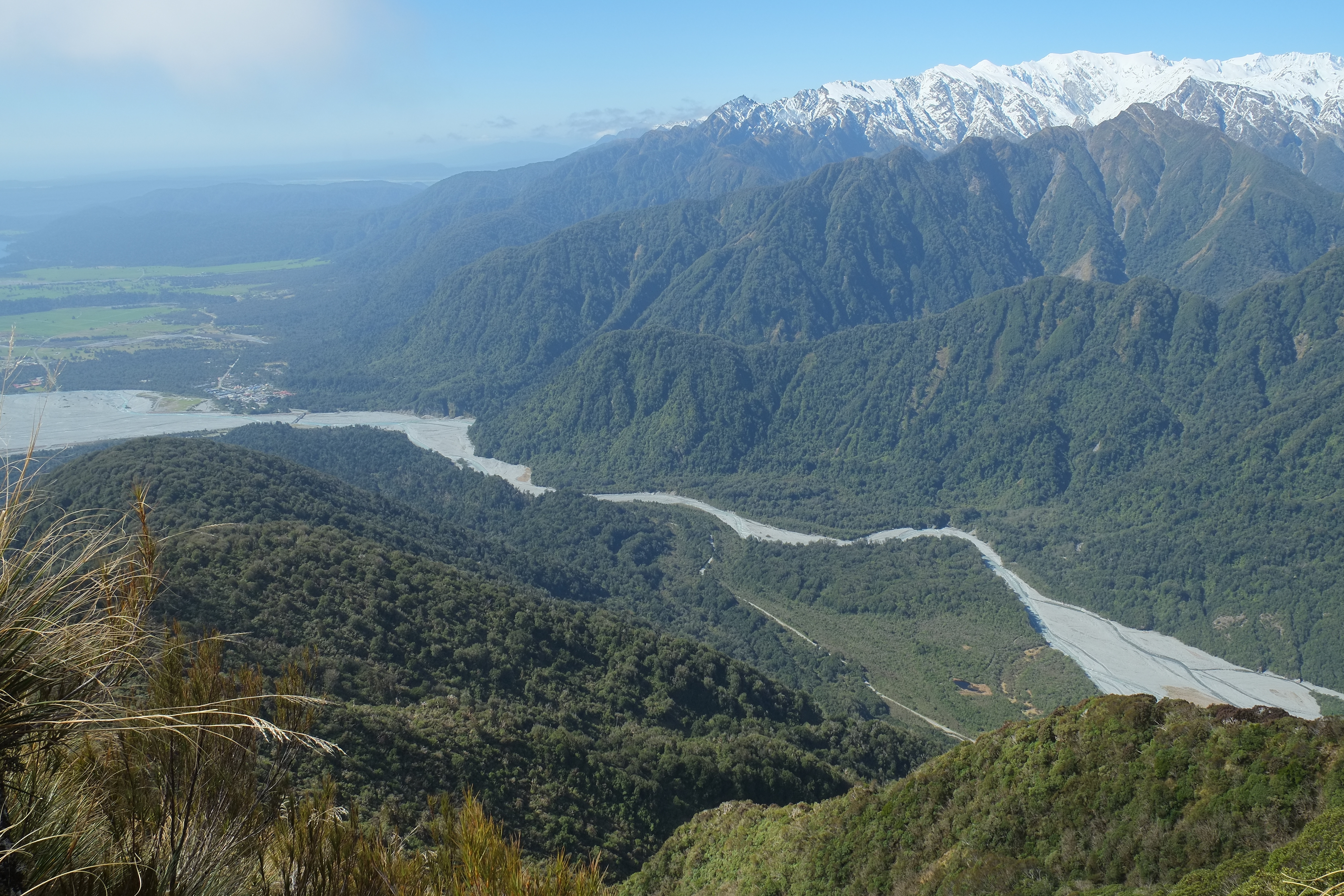
Долина річки Вайхо

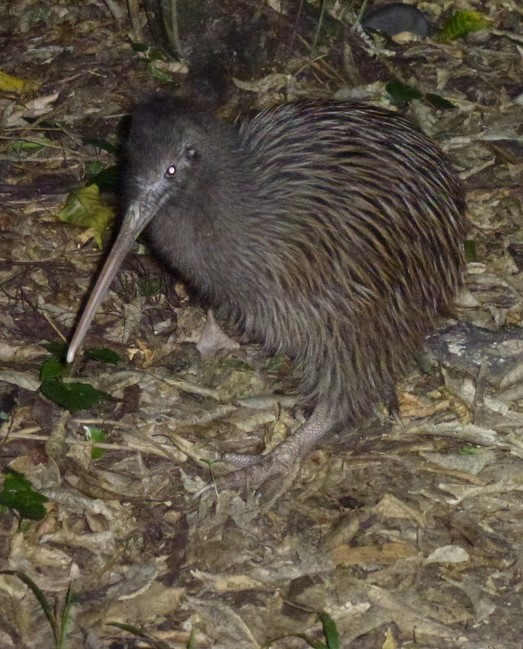
Окаритський ківі (Apteryx rowi)

## Географія
Екорегіон помірних лісів Вестленду простягається на 300 км з північного сходу на південний захід уздовж західного узбережжя Південного острова Нової Зеландії. Він переважно охоплює територію округу Вестленд в регіоні Вест-Кост. З півночі екорегіон обмежений річкою Буллер, з півдня — Каскадною річкою, на заході омивається водами Тасманового моря, а зі сходу оточений горами Південних Альп, у яких поширені гірські луки Південного острова. На північному заході Південного острова помірні ліси Вестленду переходять у помірні ліси узбережжя Нельсона, а в регіоні Фіордленд на південному заході — у помірні ліси Фіордленду.
Південний острів Нової Зеландії є частиною континенту Зеландія — фрагменту стародавнього суперконтиненту Гондвана. Зеландія відокремилася від Австралії 85-60 мільйонів років тому, однак була майже повністю затоплена водами Тихого океану приблизно 23 мільйони років тому. Взаємодія Індо-Австралійської та Тихоокеанської літосферних плит уздовж Альпійського трансформного розлому призвела до активного гороутворення та до підняття Південного острова.
Південні Альпи простягаються дуже близько від узбережжя Вестленду. У деяких місцях гірські вершини, що підіймаються на висоту 3000-3500 м над рівнем моря, знаходяться всього на відстані 30 км від морського узбережжя. На схід від чіткої лінії Альпійського розлому земля різко піднімається та переходить у стрімкі, порослі лісом гірські схили, розсіченими глибокими ущелинами, та у гірські вершини, вкриті сніговими полями і льодовиками. Під час останнього льодовикового періоду вся територія екорегіону була вкрита льодовиками, які залишили по собі морени, троги та інші льодовикові форми рельєфу. У плейстоцені Вестленд був більше покритий льодом, ніж будь-яка інша частина Нової Зеландії. Льодовики Фокса та Франца-Йосифа досі спускаються з високогір'їв до низин, опускаючись на висоту нижче 300 м над рівнем моря. Ці релікти льодовикового періоду є одними з найшвидших та найдоступніших льодовиків у світі.
В екорегіоні зустрічаються різні гірські породи — від крихкої грауваки у Південних Альпах та метаморфізованих сланців і гранітів поблизу Альпійського розлому до різноманітних осадових порід, таких як пісковики та алевроліти, поширених уздовж узбережжя. Серед пагорбів Ред-Гіллс на півдні Вестленду зустрічаються ультраосновні породи, геологічно пов'язані з мінеральним поясом Нельсона, який лежить приблизно за 480 км на північ. Безперервне підняття Південних Альп в екорегіоні триває, однак воно частково компенсується швидкою ерозією, яка останнім часом посилилася внаслідок розчистки земель. Неконсолідовані еродовані гірські породи переносяться з гір у долини і відкладаються широкими терасами вздовж узбережжя, рухаючи його далі на захід. Ці відклади разом із моренами, що залишилися після минулих льодовикових періодів, призвели до утворення багатьох характерних форм рельєфу поблизу узбережжя. Однією з найбільш вражаючих морен є петля Вайхо, вигнутий пагорб зі стрімкими схилами, який лежить на відстані 4 км від нинішнього льодовика Франца-Йосифа. Також варто відмітити паралельні смуги порослих лісом піщаних дюн та водно-болотних угідь поблизу Хааста, які є залишками стародавніх берегових ліній.
В регіоні Вестленд зустрічаються різноманітні річки — від швидкоплинних гірських потоків до повільних чорноводних струмків. На крайньому півдні екорегіону до Тасманового моря стікають Каскадна річка, Аравхата та річка Хааст разом з притокою Лендсборо, які є одними з найбільших річок Нової Зеландії. У прибережних низовинах є численні прісноводні водно-болотні угіддя та естуарії. Понад 90 % прісноводних водно-болотних угідь Нової Зеландії були знищені за останні 200 років, тому незаймані водно-болотні угіддя Вестленду є притулком для низки рідкісних видів рослин і тварин.

## Клімат
На більшій частині екорегіону переважає помірний морський клімат (Cfb за класифікацією кліматів Кеппена), а у високогір'ях — субполярний океанічний клімат (Cfc за класифікацією Кеппена). З Тасманового моря на заході до Вестленду дмуть західні вітри, які приносять теплі й вологі повітряні маси. Підіймаючись вверх по схилах Південних Альп, вони охолоджуються та формують орографічні опади. Таким чином, опадів в регіоні випадає дуже багато — в середньому 3000 мм на рік у низовинах, а у горах їх кількість може перевищувати 14 000 мм на рік, які переважно випадають у вигляді снігу. Велика кількість опадів у поєднанні з відносно м'яким кліматом (середньорічна температура в регіоні становить 11 °C, а середня літня температура — близько 20 °C) сприяє пишному рослинному покриву.

## Флора
У Вестленді зустрічаються різні рослинні угруповання, розподіл яких залежить від висоти над рівнем моря. Висотна поясність регіону характеризується переходом від лісів до високогірних луків. На висоті нижче 400 м над рівнем моря поширені низинні помірні дощові ліси, які характеризуються великою кількістю ліан та епіфітів, на висоті від 400 до 800 м над рівнем моря — гірські ліси, на висоті від 800 до 1200 м над рівнем моря — густі субальпійські чагарники та невисокі ліси, на висоті від 1200 до 1500 м над рівнем моря — невисокі чагарники та високотравні низькоальпійські луки, на висоті від 1500 до 2000 м над рівнем моря — високогірні альпійські луки, а на висоті понад 1700 м над рівнем моря — сніжники та голі скелі, подекуди вкриті лишайниками.
Основними рослинними угрупованнями екорегіону є подокарпові ліси, у яких домінують голонасінні дерева з родини подокарпових (Podocarpaceae), а в підліску та чагарниковому ярусі яких зустрічаються різноманітні широколистяні дерева та кущі. В екорегіоні, переважно на півдні Вестленду, зосереджено більше половини залишків мішаних подокарпово-широколистяних лісів Нової Зеландії. Натомість букові ліси, у яких переважають різні види нотофагусів або південні буки (Nothofagus spp.), відсутні на західному узбережжі Південного острова, між 42°50′ південної широти та 43°40′ південної широти. Вважається, що відсутність букових лісів у Вестленді є наслідком льодовикових періодів, коли масивні льодовики знищили всю рослинність в регіоні. Коли льодовики відступили, їх місце зайняли подокарпи та інші види, насіння яких швидко поширювалося птахами. Маючи обмежену здатність до розповсюдження, південні буки майже не проникли на звільнені від льодовиків території.
На молодих поверхнях морен, які зберегли частину поживних речовин у ґрунтовому покриві, ростуть південні рата (Metrosideros umbellata) та новозеландські камахі (Pterophylla racemosa). Ці види також домінують на стрімких схилах гір разом із такими невисокими деревами та кущами, як винні ягоди (Aristotelia serrata) та новозеландські махое (Melicytus ramiflorus). Новозеландські ріму (Dacrydium cupressinum) більш терпимі до бідних ґрунтів. Вони домінують в лісах, що ростуть на старих моренах та на сухих річкових терасах, тоді як на найстаріших моренах, де переважають найбільш неродючі та кислі ґрунти, можуть рости лише сріблясті новозеландські сосни або вестлендські сосни (Manoao colensoi), жовті новозеландські сосни (Halocarpus biformis) та гірські новозеландські сосни або болотяні сосни (Halocarpus bidwillii). У родючих річкових долинах, де повені періодично омолоджували ґрунти, раніше були поширені густі ліси, в яких домінували білі кахікатеа (Dacrycarpus dacrydioides), однак долинні ліси часто вирубувалися найпершими, і наразі площа їхніх залишків становить лише близько 100 км². У долинах раніше також зустрічалися ліси, в яких переважали чорні матаї (Prumnopitys taxifolia) та новозеландські тотари (Podocarpus totara), однак зараз від цих лісів залишилося лише дві ділянки у долинах Вайхо та Ватароа загальною площею 6 км². Деякі важливі види дерев, характерні для низинних лісів, зокрема верболисті торо (Myrsine salicina), зубчасті хінау (Elaeocarpus dentatus) та гостролисті квінтінії (Quintinia acutifolia), досягають в регіоні південної межі свого поширення.

## Фауна
У великих масивах відносно незайманих лісів Вестленду зустрічаються різноманітні птахи, зокрема рідкісні білоголові нестори (Nestor meridionalis), які широко мігрують в пошуках сезонної їжі, а також рідкісні бурі ківі (Apteryx australis) та дуже рідкісні ендемічні окаритські ківі (Apteryx rowi), популяція яких нараховує лише близько 400 особин. Серед інших лісових птахів, поширених в екорегіоні, слід відзначити новозеландських пінонів або кереру (Hemiphaga novaeseelandiae), новозеландських соколів (Falco novaeseelandiae), морепорків (Ninox novaeseelandiae), священних альціонів (Todiramphus sanctus), стрільців (Acanthisitta chloris), пое (Prosthemadera novaeseelandiae), новозеландських макомако (Anthornis melanura), сірих ріроріро (Gerygone igata), новозеландських могуа (Mohoua novaeseelandiae), жовтоголових могуа (Mohoua ochrocephala), новозеландських віялохвісток (Rhipidura fuliginosa), великоголових тоутоваї (Petroica macrocephala), білолобих тоутоваї (Petroica australis) та сивоспинних окулярників (Zosterops lateralis). В гірських лісах регіону зустрічаються рідкісні жовтолобі какарікі (Cyanoramphus auriceps) та кеа (Nestor notabilis), а на берегах гірських річок — рідкісні новозеландські качки (Hymenolaimus malacorhynchos). Новозеландські коелі (Urodynamis taitensis) та смугастощокі дідрики (Chrysococcyx lucidus) гніздяться в лісах регіону, однак взимку щороку мігрують до островів Океанії.
Наразі популяції птахів на Новій Зеландії стрімко скорочуються внаслідок хижацтва з боку численних інтродукованих хижаків, зокрема здичавілих котів (Felis catus), малих пацюків (Rattus exulans), сірих пацюків (Rattus norvegicus), чорних пацюків (Rattus rattus), горностаїв (Mustela erminea), лісових тхорів (Mustela putorius furo), малих ласиць (Mustela nivalis) та лисячих кузу (Trichosurus vulpecula). Поява цих тварин у Новій Зеландії вже призвела до вимирання низки місцевих видів птахів, зокрема новозеландських перепілок (Coturnix novaezelandiae), новозеландських еготело (Aegotheles novaezealandiae), новозеландських лунів (Circus teauteensis), новозеландських сов (Sceloglaux albifacies), чагарникових гонців (Xenicus longipes), великоногих гонців (Xenicus yaldwyni), довгодзьобих гонців (Dendroscansor decurvirostris), південних піопіо (Turnagra capensis), червонощоких коральників (Callaeas cinereus) та новозеландських круків (Corvus antipodum). Велетенські широкодзьобі моа (Euryapteryx curtus), східні моа (Emeus crassus), чубаті моа (Pachyornis australis), південні кремезні моа (Dinornis robustus), великоногі моа (Pachyornis elephantopus) та чагарникові моа (Anomalopteryx didiformis), а також великі нелітаючі південні апторніси (Aptornis defossor) також вимерли приблизно у XIV—XV століттях внаслідок полювання на них з боку маорі. У свою чергу, це призвело до вимирання велетенських орлів Хааста (Harpagornis moorei) — найбільших голоценових хижих птахів, які мали розмах крил до 2,6 м і полювали переважно на нелітаючих моа.
Плазунів в екорегіоні зустрічається мало, ймовірно, з кліматичних причин, а лісові безхребетні також не вирізняються великим різноманіттям. Натомість різноманіття альпійських та субальпійських безхребетних в регіоні є відносно високим: тут зустрічається 60 % від усіх видів, зареєстрованих у Новій Зеландії, зокрема половина з 1500 новозеландських лускокрилих. В регіоні живуть 11 видів метеликів, зокрема рідкісні чорні гірські очняки (Percnodaimon merula), які зустрічаються на висоті понад 1800 м над рівнем моря. Хижі наземні равлики Росса (Powelliphanta rossiana) раніше зустрічалися уздовж всього західного узбережжя Південного острова, однак наразі вони обмежені кількома субальпійськими ділянками в регіоні Вестленду. Єдиним місцевим видом ссавців в екорегіоні є новозеландський лилик (Chalinolobus tuberculatus). Раніше в екорегіоні також зустрічалися великі футлярокрили (Mystacina robusta) та малі футлярокрили (Mystacina tuberculata), однак після появи у Новій Зеландії полінезійців та малих пацюків (Rattus exulans) ці тварини в регіоні вимерли.
У прибережних районах Вестленду зустрічаються одні з найбільш незайманих боліт, озер та лиманів у Новій Зеландії. У водоймах регіону зустрічається 16 видів прісноводних риб, зокрема велетенські кокопу (Galaxias argenteus), короткощелепні кокопу (Galaxias postvectis) та звичайні галаксії або інанги (Galaxias maculatus). Також у водно-болотних угіддях Вестленду живуть численні водоплавні та коловодні птахи, зокрема австралійські крижні (Anas superciliosa), мінливі галагази (Tadorna variegata), новозеландські черні (Aythya novaeseelandiae), австралійські султанки (Porphyrio melanotus), строкаті кулики-довгоноги (Himantopus leucocephalus), австралійські чепури (Egretta novaehollandiae) та австралійські бугаї (Botaurus poiciloptilus), а також строкатобокі матати (Poodytes punctatus) та хижі південні луні (Circus approximans). 
У заповіднику Вайтангірото знаходиться єдина у Новій Зеландії гніздова колонія білих чепур (Ardea alba modesta) або котуку. Близько 55 пар цих чапель ділять свою територію з королівськими косарями (Platalea regia) та строкатими бакланами (Microcarbo melanoleucos). На морських узбережжях Вестленду гніздяться численні морські птахи, зокрема майже ендемічні новозеландські пінгвіни (Eudyptes pachyrhynchus). Раніше у водно-болотних угіддях регіону зустрічалися великі нелітаючі новозеландські гуски (Cnemiornis calcitrans), новозеландські лебеді (Cygnus sumnerensis), качки Фінча (Chenonetta finschi), новозеландські курочки (Tribonyx hodgenorum) та новозеландські лиски (Fulica prisca), однак всі вони вимерли після появи у Новій Зеландії людей.

## Збереження
Велика частина лісів екорегіону є відносно незайманою та перебуває під охороною, однак частина лісів у низинах була знищена та перетворена на сільськогосподарські угіддя, пасовища та лісові плантації, на яких вирощують екзотичні види дерев, переважно монтерейські сосни (Pinus radiata). Природі регіону загрожує поширення інтродукованих хижаків, таких як пацюки, коти, тхори та горностаї, що є причиною скорочення популяцій місцевих тварин та вимирання низки видів. Інтродуковані благородні олені (Cervus elaphus) та звичайні козиці (Rupicapra rupicapra) порушують регенерацію рослинності, а всеїдні лисячі кузу (Trichosurus vulpecula) спричиняють масову загибель південних рата (Metrosideros umbellata) та новозеландських камахі (Pterophylla racemosa).
Оцінка 2017 року показала, що 4311 км², або 84 % екорегіону, є заповідними територіями. Природоохоронні території включають: Національний парк Вестленд-Таї-Поутіні, Національний парк Маунт-Аспайрінг та Природний заповідник Вайтангірото. У 1990 році національні парки Вестленд та Маунт-Аспайрінг були внесені до списку Світової спадщини ЮНЕСКО як частина регіону Те-Вахіпоунаму, який охоплює захід та південний захід Південного острова.